# 陳懋興
陳懋興（1537年—？），字德甫，福建福州府侯官縣民籍福清縣人，明朝政治人物。

## 生平
福建鄉試第十五名舉人。嘉靖三十八年（1559年）中式己未科會試第四十四名，二甲第十一名進士。

## 家族
曾祖陳文珏；祖父陳敷；父陳遷，母林氏。具庆下。兄賓興、復興。弟士興。